# 牛皮纸

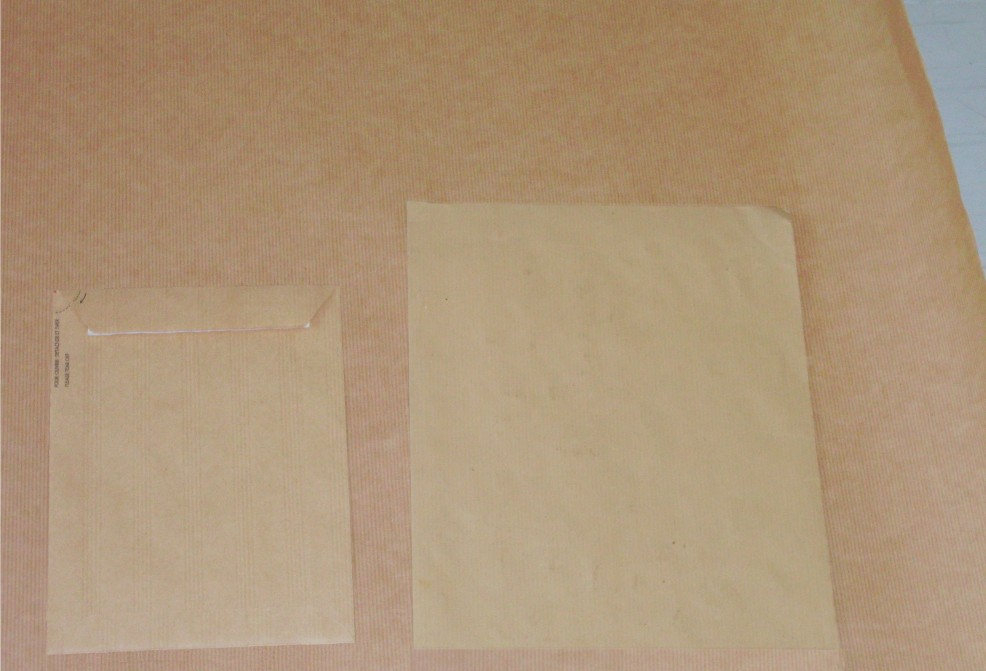
牛皮纸

牛皮纸（英語：kraft paper, sack paper）指的是用硫酸盐制浆法做出的包装纸，相比其他纸强度较高。每平方米重量32－125克不等。牛皮纸用以生产纸袋、砂纸和滑片纸等纸制品。此外也用作绘画的背景纸张，建筑上以牛皮膠纸和聚乙烯或氧化沥青组成蒸汽屏障。牛皮膠纸一般呈黄褐色，但可被漂白。牛皮纸是一种可降解的材料。
硫酸盐制浆法还可以生产出其他的纸质材料，如包装用的纸板，统称硫酸盐纸（kraft paper）。硫酸盐制浆法几乎不会切断纤维素分子，并且能移除几乎所有的疏水性木质素（木质素会干扰纤维素、半纤维素形成氢键），因此用得到的纸浆制造出来的纸比其他方式（如亚硫酸盐制浆法）造出的纸更强。
牛皮纸的制作原料主要是含有长纤维的针叶树（如云杉、松树等），尤其是北欧国家生长缓慢的木材。废纸由于含有已被破坏的纤维，导致纸张强度降低，因此不能作为制作牛皮纸的原料。在绘图纸等纸张中占了很大部分质量的填料也不能用于制作牛皮纸。
牛皮纸的制作工艺经过一项改革——磨浆。通过研磨木浆，纤维表面微小的原纤维相互嵌入，从而形成纤维网络。在磨浆刚开始时木浆的阻力会急剧上升，但一段时间过后就不再变化。